# Epiquerez
Epiquerez is een plaats en voormalige gemeente in het Zwitserse kanton Jura, en maakt deel uit van de gemeente Clos du Doubs in het district Porrentruy.
Epiquerez telt 88 inwoners.

## Externe link

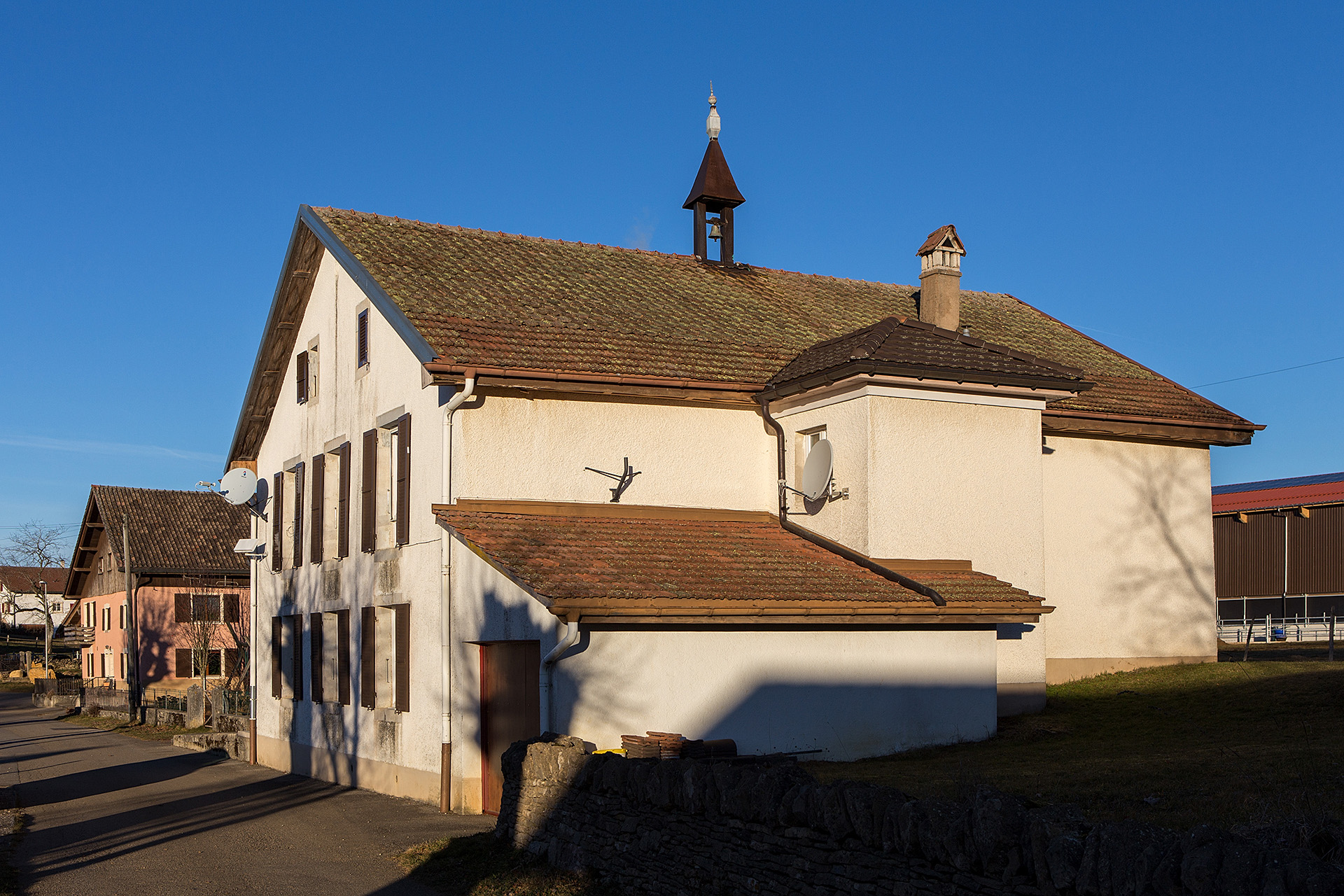
Voormalige school, aansluitend voormalige kapel van Epiquerez